# Allodiaptomus
Allodiaptomus é um género de crustáceo da família Diaptomidae.
Este género contém as seguintes espécies:
- Allodiaptomus satanas